# Trinity Wilson
Trinity Wilson (ur. 4 września 1994) – amerykańska lekkoatletka specjalizująca się w biegach przez płotki.
Zajęła szóste miejsce w biegu na 100 metrów przez płotki podczas igrzysk olimpijskich młodzieży. W 2011 tryumfowała na mistrzostwach świata juniorów młodszych oraz na mistrzostwach panamerykańskich juniorów.
Rekord życiowy: 13,15 (24 czerwca 2011, Eugene). 

## Osiągnięcia
| Rok  | Impreza                               | Miejsce         | Konkurencja                           | Pozycja    | Wynik |
| ---- | ------------------------------------- | --------------- | ------------------------------------- | ---------- | ----- |
| 2010 | Igrzyska olimpijskie młodzieży        | Singapur        | bieg na 100 m przez płotki (76,2 cm.) | 6. miejsce | 13,71 |
| 2011 | Mistrzostwa świata juniorów młodszych | Lille Metropole | bieg na 100 m przez płotki (76,2 cm.) | 1. miejsce | 13,11 |
| 2011 | Mistrzostwa panamerykańskie juniorów  | Miramar         | bieg na 100 m przez płotki            | 1. miejsce | 13,17 |